# Danh sách thành phố Guyana
- Adventure
- Aishalton
- Anna Regina
- Annai
- Apoteri
- Arakaka
- Arimu Mine
- Baramita
- Bartica
- Biloku
- Blairmont
- Buxton
- Catherinas Lust
- Charity
- Corriverton
- Dadanawa
- Enmore
- Enterprise
- Everton
- Fort Washington
- Georgetown
- Good Hope
- Helena
- Holmia
- Hope
- Hosororo
- Hyde Park
- Imbaimadai
- Isherton
- Issano
- Isseneru
- Ituni
- Kalkuni
- Kamarang
- Kamikusa
- Kangaruma
- Kartuni
- Keweigek
- Koriabo
- Kurupakari
- Kwakwani
- Leonora
- Lethem
- Linden
- Mabaruma
- Mahaica
- Mahaicony
- Mahdia
- Makouria
- Mara
- Matthew's Ridge
- Morawhanna
- Moruca
- New Amsterdam
- New Found Out
- Non Pariel
- Orealla
- Orinduik
- Paradise
- Parika
- Peters Mine
- Pickersgill
- Port Kaituma
- Port Mourant
- Potaro Landing
- Rockstone
- Rose Hall
- Rosignol
- Saveretik
- Schoon Ord
- Spring Garden
- Suddie
- Surama
- Takama
- Three Friends
- Towakaima
- Tumatumari
- Tumereng
- Uitvlugt
- Vreed en Hoop
- Wandaik
- Wichabai